# 4809 Robertball
4809 Robertball је астероид главног астероидног појаса са средњом удаљеношћу од Сунца која износи 2,566 астрономских јединица (АЈ).
Апсолутна магнитуда астероида је 13,5.